# Raoul Couvert
Raoul Robert Couvert, francoski hokejist, * 1903, Francija, † ?.
Charlet je bil hokejist kluba Chamonix HC v francoski ligi, za francosko reprezentanco pa je nastopil na dveh olimpijskih igrah in enem evropskem prvenstvu, na katerem je osvojil zlato medaljo.